# 門當互懟愛上你
《門當互懟愛上你》（英語：Happy Enemy），2022年三立電視華人電視劇八點檔系列第二十四部作品。由大元、連晨翔、楊子儀領銜主演。本劇於2022年7月12日舉行開鏡儀式，2022年10月27日全劇殺青。2022年10月28日播出最終回。三立都會台、華視主頻於8月29日首播。接檔《三隻小豬的逆襲》。

## 播出時間

### 首播
| 頻道/影音  | 所在地 | 播出日期      | 播出時間                  |
| ---------- | ------ | ------------- | ------------------------- |
| 三立都會台 | 臺灣   | 2022年8月29日 | 每週一至週五20:00－21:00  |
| 華視主頻   | 臺灣   | 2022年8月29日 | 每週一至週五 21:00－22:00 |
| 愛奇藝     | 臺灣   | 2022年8月29日 | 每週一至週五 24:00 上架   |
| LINE TV    | 臺灣   | 2022年8月30日 | 每週二至週六 12:00 上架   |
| MyVideo    | 臺灣   | 2022年8月30日 | 每週二至週六 12:00 上架   |
| Vidol影音  | 全世界 | 2022年8月29日 | 每週一至週五 24:00 上架   |

### 重播
| 頻道/影音  | 所在地 | 播出日期      | 播出時間                                                  |
| ---------- | ------ | ------------- | --------------------------------------------------------- |
| 三立都會台 | 臺灣   | 2022年8月30日 | 每週二至週六 00:00－01:00                                 |
| 三立都會台 | 臺灣   | 2022年8月30日 | 每週一至週五 06:00－07:00                                 |
| 三立都會台 | 臺灣   | 2022年8月30日 | 每週一至週五 13:00－14:00                                 |
| 三立都會台 | 臺灣   | 2022年8月30日 | 每週一至週五 17:00－18:00                                 |
| 華視主頻   | 臺灣   | 2022年8月30日 | 每週二至週六 00:10－01:10（前一集）01:10－02:10（新一集） |
| 華視主頻   | 臺灣   | 2022年8月30日 | 每週一至週五 11:00－11:58                                 |
| 華視主頻   | 臺灣   | 2022年8月30日 | 每週一至週五 20:00－21:00                                 |

## 劇情大綱
從出生到長大，吳沛沛、李宇軒兩人就被父母拿來放在一起比較，小時候暗生情素，卻因一次意外從此槓上，兩人不約而同都希望對方可以消失在自己的世界，偏偏他們就住對門，想躲都躲不掉。 沛沛和宇軒從小「懟」到大，還是無可避免地踏上命中注定的宿命愛情，如果互懟是一種溝通方式、在意對方的表現，那麼這對歡喜冤家正藉著互懟拉近彼此距離，激勵雙方成長。當彼此逐漸放下充滿敵意的好勝心，兩人竟然開始看對眼了？！ 當毒舌竹馬愛上他的小青梅，生活中的互懟都是滿滿的偏愛！然而，他們卻有一對死對頭爸爸…

## 演員列表

### 主要演員
| 演員   | 角色   | 介紹 |
| 大元   | 吳沛沛 | 火星女孩／早安社區新任主委／吳杉貴、高桂英的女兒／吳家大女兒／李宇軒的未婚妻 樂觀開朗、正義感十足，認為人生只有一次，有張生命願望清單，想體驗種不同人生。生長在充滿愛的家庭，家人給予她強大的回血能力。 沛沛、宇軒和俊楷從小玩在一起，是社區裡形影不離的三劍客，高中時對宇軒產生好感，卻因一場意外，讓兩人因此拉開距離。就在宇軒要離開台灣之前，跑到車站跟李宇軒宣示主權：「李宇軒是吳沛沛的。」，而後在一起。 |
| 連晨翔 | 李宇軒 | 高智商怪咖／高功能斜槓青年／李大同、陳緣緣的兒子／李家大兒子／吳沛沛的未婚夫 高智商低情商的天才學霸，給人感覺很疏離、不合群，其實是不擅長與人接觸，學習能力超級強，任何專業只要他感興趣， 都能在很短的時間內學會。從小就喜歡和沛沛、俊楷黏在一起，在他們面前最自在。雖然高中之後和沛沛成為冤家，但對沛沛的關心從未停止。就在要離開台灣之前，聽到沛沛的真心回應，而後在一起。                                   |
| 楊子儀 | 關俊楷 | 閨蜜里長／幸福里里長／吳沛沛、李宇軒的好友／李佳茵之男友／余知欣的前男友 天性熱心、助人為樂的陽光暖男，現任幸福里里長，生活能力超強，是沛沛的男閨蜜， 也是宇軒的好朋友。沛沛當上社區主委後，常被找去早安社區幫忙，被沛沛視為理所當然的臂膀，對沛沛有求必應。 |
| 檢場   | 吳杉貴 | 高桂英的老公／李大同死對頭／退休廠長／吳沛沛、吳沛涵、吳沛傑父親 善良的老好人，出了名的疼老婆，老婆說No，他不敢說 Yes，偶而還會展現對老婆的浪漫，對兒女更是有求必應，家人就是他的全部。 做人圓滑，唯有遇到李大同，就忍不住亂說話，和李大同是天敵，非要拚得你死我活！ |
| 謝瓊煖 | 高桂英 | 吳杉貴的老婆／團購媽媽／吳沛沛、吳沛涵、吳沛傑母親 性格活潑外向、熱衷交際與團購；在家是女王，老公疼她、孩子怕她，但誰敢欺負她的家人，一定拼命！骨子裡充滿人情味，遇到別人有難總忍不住幫忙。跟陳緣緣是好閨蜜，看不懂老公吳杉貴和李大同的恩怨從何而來，只覺得兩個老男人懟來懟去很幼稚。 |
| 樊光耀 | 李大同 | 陳緣緣的老公／吳杉貴死對頭／退休校長／李宇軒、李佳茵父親 脾氣暴躁愛生氣，總是端著校長的架子，習慣指揮別人，糾正別人的三觀，愛講大道理，偏偏一對兒女都不聽他的話，他也拿他們沒辦法，而緣緣一生氣或是掉眼淚，大同馬上就會棄械投降，是有名無實的一家之主。內心十分疼愛兒女，只是不善表達，導致溝通有障礙，讓他「愛在心裡口難開」！                                                                                |
| 況明潔 | 陳緣緣 | 李大同的老婆／小女人媽／李宇軒、李佳茵母親 天真活潑，大大的眼睛，可愛的笑容，即便年紀不小了，還是像少女一樣，在外人面前，緣緣一定給足大同面子，不會輕易回嘴。與兩個孩子感情很好，最擔心兒女的婚姻問題。跟高桂英是好閨蜜，常以桂英的意見為意見，簡直是桂英的小跟班，對杉貴和大同的恩怨也是莫名其妙，只當成是笑話在看。                                                                                          |
| 李京恬 | 李佳茵 | 狼姓女友／蘇言哲的前女友／關俊楷之女友／李家小女兒／李大同、陳緣緣的女兒 漂亮明豔，聰明能幹，好勝心強，在職場上廝殺，絲毫不比男人遜色，從小就立定志向：這輩子要當個眾所周知的女強人，很幸運的是佳茵遇上百分之百支持自己的男友蘇言哲，欣賞並支持她的想法。兩人感情穩定，就差個結婚手續，佳茵衝勁十足朝著目標奔去，還不斷催促著言哲跟上，在不顧一切追求夢想的同時，她和言哲的距離也越來越遠……                    |
| 顏毓麟 | 蘇言哲 | 忠犬男友／李佳茵的前男友 個性單純憨厚，善良溫暖，與佳茵在大學相識，喜歡大方示愛的佳茵。和佳茵一起創業之前，寫程式是他最快樂的事，直到創業以後，寫程式成了他最痛苦的事，他圖安穩但她更喜歡突破求發展，他可以沒沒無聞但她一定要大鳴大放，是截然不同的性格吸引彼此走近，也是這些不同在製造傷害，其實不是沒有脾氣，只是願意為愛忍讓。 最終決定出國                                                                 |
| 黃甄妮 | 吳沛涵 | 母性女大變身／許懷安的老婆／吳家二女兒／吳杉貴、高桂英的女兒 身為妹妹卻像大姊，從小就懂事聽話，母性強大，喜歡照顧別人，典型的老二性格，行事低調，習慣退讓，沒讓爸媽擔心過。婆媳之間因觀念差異，小狀況不斷，日積月累下，沛涵終於忍不住回娘家訴苦，家人爭相給沛涵支招，展開搞笑的婆媳大戰，沛涵意外從大戰中蛻變為有主見、不再忍讓的人，發現了真正的自己。                                                        |
| 安俊朋 | 許懷安 | 非典型媽寶 ，吳沛涵的老公 五歲喪父，與母親相依為命，媽媽是他此生最重要的人。個性善良、容易滿足，眾人眼中的傻大個兒。不會為了還沒發生的事情煩惱，也不會對著即將西沉的夕陽而感嘆，下班回家就是要好好休息，打打電動。常常鼓勵沛涵想做什麼就去做，不要被現實所綑綁，卻招來沛涵白眼，覺得他是在找藉口偷懶，不夠實際也不夠上進。                                                                                     |
| 吳品潔 | 林曉希 | 未婚酷媽／洋洋母親 ／麗淑家租客 富豪家庭中的獨生女兒，年輕貌美，倔強又堅強，事事有主見，討厭被世俗及道德綁架。原本生活無憂無慮，卻在18歲時不小心懷孕，因家裡反對她把小孩生下來，曉希一人在外獨居待產。直到生下孩子洋洋才讓爸媽知道，曉希靠自己將扶養洋洋長大，對過去的遭遇坦然面對，對未來也很樂觀。 |
| 樊仲哲 | 吳沛傑 | 機靈么兒／吳家小兒子／吳杉貴、高桂英的兒子 吳沛傑是吳家么子，三個兒女中最會讀書的一個。聰明不在話下，善於靈機應變，被父母寄予厚望，費盡心血栽培，但沛傑最有興趣的卻不是讀書，而是動漫和模型。但說真的，他也不知道自己想要的是什麼，直到遇見曉希，在她身上，他學會了選擇，更學會為自己的選擇負責。 |

### 其他演員
| 演員   | 角色   | 介紹 |
| 狄志杰 | 王建男 | 王董。馬麗淑的老公 |
| 潘奕如 | 馬麗淑 | 王建男的老婆 |
| 徐詣帆 | 謝金強 | 黎月瓊的老公 關東煮老闆 |
| 張昌緬 | 黎月瓊 | 謝金強的老婆 是個仙姑，會幫社區們大家指點迷津。 |
| 韓琳   | 張美花 | 社區的八卦中心之花，雖然年紀大了還是把自己當年輕美女看待，夢想結婚。 |
| 洪君昊 | 林海洋 | 林曉希的兒子 |
| 陳季霞 | 葉玉梅 | 許懷安的母親，吳沛涵的婆婆 對吳沛涵有意見，最終在許懷安的化解下，而化解了誤會 |
| 劉紀範 | 李詩詩 | 清潔人員，熱愛表演，喜歡關俊楷。 |
| 顏永烈 | 周亞伯 | 早安社區類角頭保全 |
| 嚴浩   | 陳奕剛 | 來早安社區幫亞伯代班 |
| 黃米溱 | 劉必雪 | 早安社區新任總幹事，綽號「流鼻血」。 |
| 陳奕   | G      | 不曾露面的網路獨立創作歌手G，在IG上有80萬粉絲，是沛沛非常崇拜的偶像，沛沛會發訊息給他抒發自己的心情，G也會回覆小粉絲。十年前和宇軒在網路音樂論壇上認識，儘管素未謀面，兩人卻在網路上無話不談，偶爾宇軒向他分享關於一個女孩的生活故事與心情，也意外成為G的創作靈感來源。喜歡吳沛沛。S集團的接班人。跟沛沛告白但被拒絕。 |
| 林渲珂 | 歆歆   | 李佳茵的主要助理 |
| 宋羽葤 |        | 李佳茵的助理之一 |
| 常富寧 |        | 王建男多年好友 |

### 特別演出
| 演員   | 角色     | 介紹                                                           |
| 邱逸峰 | 林總幹事 | 早安社區前任總幹事，因犯罪被判刑。                             |
| 張若凡 | 張若凡   | 吳沛沛與李宇軒的高中同學。沛沛邀請來早安社區當舞蹈老師。       |
| 林育品 | 余知欣   | 台北六福萬怡公關部副理。關俊楷的前女友。後覺得比較適合當朋友。 |

## 電視劇歌曲
| 曲別   | 歌名                      | 演唱者 | 作詞   | 作曲             |
| 片頭曲 | 非必要的美好小事          | 張若凡 | 小寒   | Shawn尚融、2-CHI |
| 片尾曲 | 我不想和你分開            | 江健榆 | 江健榆 | 江健榆           |
| 插曲   | 我們下課玩的遊戲          | 江健榆 | 江健榆 | 江健榆           |
| 插曲   | 我只想聽你說              | 江健榆 | 江健榆 | 江健榆           |
| 插曲   | 生命中的浪花              | 江健榆 | 江健榆 | 江健榆           |
| 插曲   | First one                 | 江健榆 | 江健榆 | 江健榆           |
| 插曲   | 如果你需要安慰            | 江健榆 | 江健榆 | 江健榆           |
| 插曲   | 夢之寂境                  | 江健榆 | 江健榆 | 江健榆           |
| 插曲   | This Summer is Killing Me | 蔣卓嘉 | 蔣卓嘉 | 蔣卓嘉           |
| 插曲   | 早安 晚安                 | 蔣卓嘉 | 蔣卓嘉 | 蔣卓嘉           |
| 插曲   | 想著你想著你              | 蔡佩軒 | 蔡佩軒 | 蔡佩軒           |

## 製作團隊
- 導演：蔡東文、劉建律
- 總監製：王莉茗、張朝晟、王冠、劉秋平
- 監製：黃毓棠、劉光騏
- 製作人：邵芷薇
- 執行製作人：陳品瑜
- 企劃：何佳容
- 編劇：劉以飛、郭世緯、邵慧婷、霈迪文創、陳佩吟
- 工程統籌：龔美富
- 製作公司：三立電視
- 冠名贊助
  - 三立都會台：十全果醋
  - 華視主頻：FORA 福爾威創快篩
  - Vidol影音：十全果醋

## 大事記
- 2022年7月12日，舉行《門當互懟愛上你》開鏡。
- 2022年8月26日，舉辦《門當互懟愛上你》首映會[1]並釋出片花[2]。
- 2022年8月29日，林艾璇、連晨翔、楊子儀、安俊朋、黃甄妮、劉紀範出席《門當互懟愛上你》首播聊天室[3]。
- 2022年8月29日，三立都會台、華視首播。
- 2022年9月10日，林艾璇、連晨翔、楊子儀、安俊朋、黃甄妮、樊仲哲出席2022月光明星晚會BBQ派對《門當互懟愛上你》明星陪你過中秋[4]。

## 外部連結
- 官方网站－三立
- 官方网站－華視
- 三立華劇的Facebook專頁
- 三立華劇的Instagram帳戶
- YouTube上的三立華劇頻道
- 門當互懟愛上你 -  MyVideo （页面存档备份，存于）
- 門當互懟愛上你 –愛奇藝 （页面存档备份，存于）
- 門當互懟愛上你 - LINE TV （页面存档备份，存于）
- 門當互懟愛上你 - Vidol TV （页面存档备份，存于）
- YouTube上的《門當互懟愛上你》播放列表－Vidol TV
- YouTube上的【門當互懟愛上你 Happy Enemy】播放列表－三立華劇 SET Drama
- 互联网电影数据库（IMDb）上《門當互懟愛上你》的资料（英文）

## 作品的變遷
| 臺灣 三立都會台 每週一至週五 20:00 - 21:00 · 10月21日 22:45 - 23:45                                                                            | 臺灣 三立都會台 每週一至週五 20:00 - 21:00 · 10月21日 22:45 - 23:45 | 臺灣 三立都會台 每週一至週五 20:00 - 21:00 · 10月21日 22:45 - 23:45 |
| --- | ------------------------------------------------------------------- | ------------------------------------------------------------------- |
| | 門當互懟愛上你 （2022年8月29日－2022年10月28日）                    |                                                                     |
| 做工的人 （2022年7月25日-2022年8月1日） 俗女養成記（重播） （2022年8月2日－2022年8月12日）俗女養成記2（重播） （2022年8月15日－2022年8月26日） | 稍息立正我愛你 （2022年10月31日－2022年12月1日）                    |                                                                     |

| 臺灣 華視主頻 每週一至週五 21:00 - 22:00        | 臺灣 華視主頻 每週一至週五 21:00 - 22:00          | 臺灣 華視主頻 每週一至週五 21:00 - 22:00 |
| ----------------------------------------------- | ------------------------------------------------- | ---------------------------------------- |
|                                                 | 門當互懟愛上你 （2022年8月29日－ 2022年10月28日） |                                          |
| 你好，我是誰？ （2022年7月19日－2022年8月26日） | 天堂的微笑 （2022年10月31日－2022年12月2日）      |                                          |